# Noćaje
Noćaje (en serbe cyrillique : Ноћаје) est un village de Serbie situé dans la municipalité de Tutin, district de Raška. Au recensement de 2011, il comptait 47 habitants.

## Démographie
| 1948 | 1953 | 1961 | 1971 | 1981 | 1991 | 2002 | 2011 |
| ---- | ---- | ---- | ---- | ---- | ---- | ---- | ---- |
| 114  | 131  | 135  | 164  | 148  | 82   | 77   | 47   |

|  |